# 軍歴詐称者

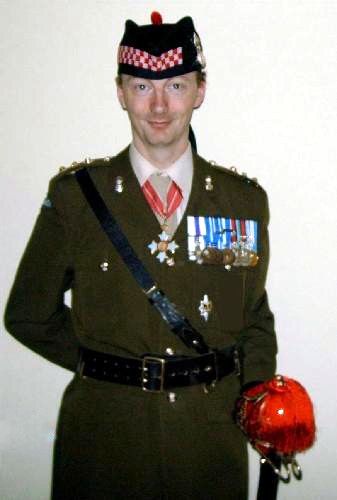
アラン・マキルレイス。2005年、自らを多数の勲章を受けたイギリス陸軍将校だと偽った。制服と勲章はインターネット上で購入したものだった

軍歴詐称者（Military imposter）は、市民生活において自らの従軍経験を詐称する者のことである。一切の従軍経験がない者による行為だけではなく、退役軍人による経歴の詐称なども含まれる。彼らはしばしば、正式に与えられたものではない、個人的に入手した軍服や勲章等を着用・佩用する。
イギリス軍では、こうした人々を指すスラングとしてウォルツ（Walts）が使われる。これはジェームズ・サーバーの小説『ウォルター・ミティの秘密の生活』（または『虹をつかむ男』）の登場人物、ウォルター・ミティ（Walter Mitty）が戦争の英雄を夢見ていたことに因んだものである。アメリカ合衆国では、こうした人々の呼称としてストールン・バロー（Stolen Valor）という表現が2000年代初頭から普及し始めた。これは1998年に発表された書籍『Stolen Valor: How the Vietnam Generation Was Robbed of Its Heroes and Its History』に由来する。そのほか、Fake warriors、 Military phonies、Medal cheats、Military posersなどの表現も使われる。
国によって法的な扱いは異なるものの、軍歴を詐称したり、正式に得たものではない軍服や勲章を身につける行為、とりわけ金銭等具体的な利益を得ることを目的にそれを行った場合、犯罪と見做されうることが多い。

## 手口
軍歴詐称者は、自らの主張を対象者に信用させるべく、様々な幅広い詐欺的手法を用いる。例えば、口頭での発言、記述による主張、さらには制服や階級章、部隊章、勲章、記章等の着用・佩用などの行動によって、詐称者は主張に沿った偽の印象を対象者に植え付けようとする。
一般的に、詐称者は2つのカテゴリに分けられる。すなわち、1.一切の従軍経験がない民間人と、2.自らの経験や成果を粉飾・誇張した退役軍人である。後者の場合、典型的には次のような主張が行われる。
- 実際には受章していない勲章等を受章したと偽る
- 軍における勤務期間を本来よりも長かったと偽る
- 不名誉除隊者などがより好ましい形で除隊したと偽る
- より高い階級にあったと偽る
- 所属した兵科・軍種を偽る
- 所属した部隊を（しばしばより有名な部隊であったかのように）偽る
- 特技区分（MOS）を偽る
- 特定の戦争や著名な戦闘への関与を偽る
- 架空の勇敢・英雄的な行為があったと偽る
- 「特殊」（special）あるいは「極秘」（secret）の作戦への参加を偽る
- 捕虜になった経験があると偽る[11]

大抵の詐称者は軍歴の一部または全体をでっち上げているが、中には曖昧な言葉使いや誤解を招きうる表現を敢えて多用することで、厳密には嘘ではないものの、聞き手に誤った印象を与える形での主張を行う者もいる。例えば、ある戦争の最中に軍に所属していた、という主張である。この主張は多くの文脈において、発言者がその戦争で戦った、すなわち戦場に派遣されたと解釈されうるが、実際には母国を離れることなく後方部隊に勤務していた可能性もある。また、英雄的な戦歴で知られる著名な部隊に所属していた、という主張は、あたかも発言者がその部隊の一員として激戦に参加したかのような印象を与えるが、この場合も実際には戦闘に一切関わらない兵站担当者などとして勤務していた可能性がある。詐称者は主張に疑問が呈された時、または軍歴を証明する公的な文書等が見つからないことを指摘された時、しばしば自らが「機密扱い」（classified）の任務に従事していたために話せない、記録に残されていない、記録が公開されていない、と釈明する。

## 動機
現代ほど従軍記録が正確に残されていなかった時代には、軍人恩給を得るために退役軍人を詐称する者がいた。大抵の場合、彼らは年齢をやや高く偽り、所属部隊については曖昧な主張を行った。こうした詐称者は恩給、すなわち金銭的利益のみを目的としていたため、公の目を引くことを望まず、大げさな従軍経験を主張することはなかった。1950年代、アメリカではアメリカ連合国軍（南軍）の最後の退役軍人を自称する110歳以上の男が現れた旨がメディアで多数報じられた。多くの記事では彼らの主張を検証し、彼らが年齢を偽った上、軍人恩給の不正受給を何年も行っており、本物の南北戦争の退役軍人らが死去した後になって注目を集めようと企てたことが暴かれた。例えば、ウォルター・ウィリアムズもこうした詐称者の1人とされているが、一方で彼の主張を支持する人々もいた。
現代において、軍歴詐称者がこうした行為に手を染める理由は様々だが、ほとんどは他者からの称賛や尊敬を得ることを目的とする。哲学者ヴェーナ・V・ゲーリング教授（Verna V. Gehring）は、そうした人々を「美徳の詐称者」（Virtue imposters）と称した。彼らは必ずしも全く別の人物を装うわけではなく、自らの経歴を詐称することによって、何らかの美徳や特性を有しているかのように装うこともある。多くの詐称者は、退役軍人に敬意が払われる社会において、これを不正に得ることを動機とする。また、多くの詐称者は、自らの主張に基づく架空の退役軍人を演じることに没頭し、時に主張に基づく退役軍人の1人として公の催し物や式典に参加したり、ジャーナリストからのインタビューを受けることもある。そのほか、より直接的な利益を得るための好印象を目的とする場合もあり、これは例えば雇用者、演劇等における配役担当者、観客、投資家、政治運動の支持者、あるいは恋愛の相手などを対象とする。
他人の脅迫・威嚇を目的とした詐称者もいる。彼らは訓練を受けた狙撃手であるとか元特殊部隊員であるなどと自称して他人を威嚇したり、政治的な問題に関する自らの見解の権威を補強するべく偽の軍歴を利用することがある。いわゆる乞食の中には、より多くの施しを受けるために軍歴を詐称する者があり、彼らはしばしば自らの負った本物あるいは偽物の怪我が従軍時の戦傷であると仄めかす。

## 摘発
主張や振る舞いの誤り・矛盾のため、軍歴詐称者はしばしば容易に発見され、真相の暴露を受けている。きっかけとなるのは、例えば詐称者の年齢が主張される戦争への従軍者としては若すぎたり老いすぎている、主張される階級にしては若すぎる、2つの異なる場所に同時にいたと述べる、従軍したとされる戦争について誤った主張を述べるなどの出来事である。また、詐称者が軍服を着用していた場合、階級章、部隊章、勲章、記章等の着用・佩用方法を間違えていることも多い。本物の退役軍人、とりわけ詐称者が所属したと主張する部隊・部局に所属した者であれば、こうした誤りをたやすく発見することができる
いくつかの国では、従軍経験に関する主張を検証する方法がある。アメリカ合衆国では、何らかの理由で軍を除隊した退役軍人は、現役時の所属、階級、部隊、特技区分、受章歴等を証明する文書としてDD Form 214を受け取ることができる。または、情報自由法（Freedom of Information Act, FOIA）に基づき、国立人事記録センターへの問い合わせを行うこともできる。名誉勲章受章者やベトナム戦争での捕虜経験者などについては、公開されている一覧を利用して照会することができる。いくつかのウェブサイトでは、軍歴詐称容疑者の主張の検証し、詐称が発覚した場合にはこれを暴露して非難することを特に目的としている。

### 誤った摘発
一方、こうした動きが裏目に出て、本物の退役軍人が詐称者として批難されることも少なくない。ベトナム戦争従軍者で勲章の研究者であるダグ・スターナー（Doug Sterner）と、書籍『Stolen Valor』の著者B・G・バーケットは、近年の退役軍人の中には、詐称者の問題に過敏になるあまり、自警主義を煽ったり、摘発を「ハンティングゲーム」のように捉える者が現れていると指摘した。軍服の着こなしや着用方法の細部に関する指摘は、誤りとして典型的なものである。退役軍人が高齢となり、既に現役を離れて数十年が過ぎている場合、こうした点への指摘は説得力を持たない。過去に行われていた性別に関する制限など、古い規則に基づく過剰な推論なども誤りに繋がりやすい。FOIAに基づく問い合わせを受け付けている国立人事記録センターではアメリカの退役軍人に関して最も徹底的な検証を行っているものの、これでさえ完璧なものではなく、本物の退役軍人であっても稀に記録が見つからない場合がある。スターナーは、「誰かと対峙し、これを打ち倒そうとすることで自分を大きく見せる、それで気分が良くなる者もいる。だが、それをやる時に間違いを犯すことになるのだ」（There’s some people that feel good about confronting people, and making themselves look big by trying to take them down. But when they do that, they’re going to make mistakes.）と述べている

## 法的な問題
軍歴詐称や軍服・勲章の不正着用に関する法律は国によって大きく異なる。

### オーストラリア
オーストラリアにおいては、1903年国防法（Defence Act 1903）に基づき、陸海空軍の軍人を詐称することは連邦犯罪と見做される。また、正式に授与されたものではない記章・勲章を身につけることも同様に犯罪と見做される。

### カナダ
カナダにおいては、刑法第419条に基づき、許可を得ないままカナダ軍の軍服を着用すること、および正式に授与されたものではない記章・勲章を身につけることが犯罪と見做される。また、偽造された除隊証明書、任官証明書、令状、軍身分証（偽造のほか、改ざん、他人からの盗品を含む）を所持することも犯罪と見做される。

### 中国
中華人民共和国においては、刑法第372条に基づき、許可を得ないまま軍服を着用すること、および正式に授与されたものではない記章・勲章を身につけることが犯罪と見做される。また、偽造された除隊証明書、任官証明書、令状、軍身分証（偽造のほか、改ざん、他人からの盗品を含む）を所持することも犯罪と見做される。

### 日本
日本においては、軽犯罪法第1条15号に基づき、公務員や軍人を詐称することは犯罪と見做される。また、正式に授与されたものではない記章・勲章を身につけることも同様に犯罪と見做される。
また、日米地位協定の実施に伴う刑事特別法9条「制服不当に着用する罪」では、正当な理由なく、合衆国軍隊の構成員の制服またはこれに類似する衣服を着用した者はも同様に犯罪と見做される。

### イギリス
イギリスにおいては、かつて1955年陸軍法（Army Act 1955）に基づき、他人を欺くことを意図して本物または複製品の軍事記章・勲章を身につけることは禁じられていた。しかし、現在では2006年軍隊法（Armed Forces Act 2006）が陸軍法を置き換えており、同様の禁制は含まれていない
一方、民間人が許可なく軍服を着用することは、1894年制服法（Uniforms Act 1894）のもとで依然として犯罪と見做され、金銭その他の利益を得るために軍歴を詐称した場合は通常の詐欺（fraud）として起訴される。2016年11月、国防特別委員会は、授与されていない勲章の着用を最大6か月の懲役に値する刑事犯罪とすることを推奨した

### アメリカ合衆国
アメリカ合衆国においては、2013年ストールン・バロー法に基づき、金銭、財産、その他の具体的な利益を得ることを意図して、いくつかの主要な軍事記章・勲章の受章を詐称することは連邦犯罪と見做される。また、除隊証明書の改ざん・偽造も犯罪とされるほか、退役軍人としての公的な恩恵を不正に得ることを禁ずるいくつかの法律がある。

## 軍歴詐称者を扱った作品
- クヒオ大佐 - 2009年の日本映画。アメリカ空軍特殊部隊パイロットを装って結婚詐欺を繰り返した日本人男性、自称「クヒオ大佐」を題材とする。
- ちいさな独裁者 - 2017年のドイツ映画。第二次大戦中にドイツの上等兵ヴィリー・ヘロルトが脱走して大尉に成りすまし、戦闘団を率いて囚人や捕虜を虐殺した事件を題材とする。